# Ngada (peuple)
Les Ngada, encore appelés Rokka, sont un groupe ethnique habitant la côte sud de l'île de Florès en Indonésie. Ils vivent dans la région du volcan Inerie.

## Langue
La langue ngada est une langue austronésienne. Elle appartient au sous-groupe bima-sumba qui fait partie du malayo-polynésien central. 